# Jeffrey D. Sams
Jeffrey D. Sams (Cincinnati, 1 september 1966) is een Amerikaans acteur.

## Carrière
Sams begon in 1990 met acteren in de televisieserie Brewster Place. Hierna heeft hij nog meerdere rollen gespeeld in televisieseries en films zoals Law & Order (1997), Rose Hill (1997), Cupid (1998), Strong Medicine (2000-2001), CSI: Crime Scene Investigation (2002-2003), Veronica Mars (2005-2006) en Shark (2006-2007).
Sams is ook actief in het theater, hij speelde eenmaal op Broadway. In 1992 speelde hij in de musical Five Guys Named Moe als Eat Moe.

## Privé
Sams is in 1998 getrouwd en heeft hieruit twee kinderen.

## Filmografie
- Bibliothèque nationale de France: cb142240024 (data)
- International Standard Name Identifier: 0000 0000 7349 4911
- Virtual International Authority File: 103223420